# Luna rossa/Giuramento
Canzoni napoletane moderne: Luna rossa/Giuramento, pubblicato nel 1966, è un singolo del cantante italiano Mario Trevi.

## Storia
Il disco contiene due brani classici interpretati da Mario Trevi. 
Una serie di singoli che andranno a formare l'album Canzoni napoletane moderne, del 1966. Una seconda breve antologia sulla canzone classica napoletana.

## Tracce
Lato A
- Luna rossa (De Crescenzo-Vian)

Lato B
- Giuramento (Russo-Vian)

## Incisioni
Il singolo fu inciso su 45 giri, con marchio Durium- serie Royal (QCA 1371).
Direzione arrangiamenti: M° Eduardo Alfieri.